# Min drøm, min virkelighed
|  | Denne artikel er oprettet af botten Steenthbot ud fra en ekstern database. Den kan derfor have sproglige fejl eller mangler. Denne skabelon kan fjernes efter kontrol af indholdet. |

Min drøm, min virkelighed er en dansk kortfilm fra 2012 instrueret af Christina Gamholdt efter eget manuskript.

## Handling
En skildring af en kræftsyg kvindes sidste tid.